# Gusztáv Juhász
Gusztáv Juhász (Temesvár, 19 dicembre 1911 – New York, 20 gennaio 2003) è stato un calciatore rumeno, di ruolo centrocampista.

## Palmarès
- Campionato rumeno: 1

Venus Bucarest: 1939-1940
- Campionato ungherese: 1

Nagyváradi: 1943-1944